# 탐정학원 Q (드라마)
《탐정학원 Q》(일본어: 探偵学園Q)는 2007년에 방영되었던 일본의 추리 드라마이다.

## 개요
전설적인 명탐정, 단 모리히코가 운영하는 탐정 학원 DDS,
그 학원의 'Q 클래스'에 입학하게 된 5명의 주인공들이 펼치는 학원 추리물!

## 단편

### 캐스팅
- 렌죠 큐 / 큐 - 카미키 류노스케 - 렌죠 사토루의 아들 / 아마쿠사 류의 파트너
- 아마쿠사 류 / 류 - 야마다 료스케 - 렌죠 큐의 파트너 / 유일하게 큐의 상처를 알고 있는 사람.
- 나루사와 카즈마 / 카즈마 - 마츠카와 나루키
- 토야마 킨타로 / 킨타 - 카나메 준
- 사부로마루 유타카 - 나카오 아키요시
- 미나미 메구미 / 메구 - 시다 미라이
- 단 모리히코 - 진나이 타카노리 - 렌죠 사토루의 탐정시절 선생님
- 카타기리 나스노 - 스즈키 사와
- 마키 신타로 - 토네사쿠 토시히데
- 큐의 담임 - 사토 히로미치

### 스태프
- 각본 - 카지타 쇼고
- 음악 - 요시카와 케이
- 음악 프로듀서 - 시다 히로히데
- 타이틀백 연출, 아트 디렉션 - 단게 코키
- 프로듀서 - 쿠와바라 죠야, 아키모토 타카유키
- 연출 - 나카지마 고
- 제작 프로덕션 - 아베쿠컴퍼니

## 연속 드라마
매주 화요일 22:00 (오후 10시)부터 22:54 (오후 10시 54분)에 총11화로 방영되었다.
캐치카피는 《국어, 산수, 요리, 사건.》.
첫회는 20분이 연장되어 23:14 (오후 11시 14분)까지 방송되었다.
방송 종료 1년 후 2009년 3월 4일 DVD가 발매되었다.

### 캐스팅
- 렌죠사토루 - 호소카와 시게키 - 렌죠큐의 아버지 / 단 모리히코의 조수
- 렌죠큐 / 큐 - 카미키 류노스케 - 렌죠사토루의 아들 / 아마쿠사류의 파트너
- 아마쿠사류 / 류 - 야마다 료스케 - 렌죠큐의 파트너 / 유일하게 큐의 상처를 알고 있는 사람.
- 나루사와카즈마 / 카즈마 - 와카바 카츠미
- 토야마킨타로 / 킨타 - 카나메 준
- 미나미메구미 / 메구 - 시다 미라이
- 단모리히코 / 단선생님 - 진나이 타카노리 - 렌죠 사토루의 선생님
- 나나미코타로 / 나나미선생님 - 야마모토 타로
- 케르베로스 / 그대로 - 스즈키 카즈마
- 유리에 / 그대로 - 오쿠누마 카오루
- 네코다형사 / 그대로 - 호시노 겐
- 모로보시경부 / 그대로 - 사이키 시게루
- 가타기리나스노 / 그대로 - 스즈키 사와
- 우에무라하루카 / 그대로 - 아키타 마코토
- 다트바안내원 / 그대로 - 캰 치아키

### 스태프
- 각본 - 오이시 테츠야 / 와타나베 유스케
- 음악 - 요시카와 케이
- 기술 협력 - NiTRo
- 프로듀서 - 쿠와바라 죠야, 아키모토 타카유키
- 연출 - 오츠카 쿄지, 이부 마사토, 이노마타 류이치, 이시오 쥰
- 제작 프로덕션 - AVEC COMPANY

### 게스트

#### 제1화~8화
- 요네야마요코 - 모리구치 요코
- 테즈카쇼 - 에모토 토키오
- 요시무라레이코 - 히로타 토모나
- 오카다리츠코 - 카키우치 아야미
- 니시무라시즈카 - 이와이 나나세
- 사사키마도카 - 이이다 리호
- 오오모리쿄코 - 이토 미키
- 니시무라시즈카의아버지 - 다나카 준지
- 사사키마도카의어머니 - 사노 주미
- 사사키마도카의할머니 - 오노 아츠코
- 금발녀 - 야시키 와타코
- 마키노다이스케 - 혼고 카나타
- 이가라시타쿠미 - 진보 사토시
- 타케야마유키 - 요시타케 레오
- 스즈키아야카 - 야나기다 에리카
- 모리타유이치 - 쿠마베 요헤이
- 댄스리더 - 아오야기 루이토
- 댄스소녀 - 이케다 메구미
- 미즈노요코 - 이치카와 유이
- 오치아이 - 이사키 미츠노리
- 와타나베 - 후카미 모토키
- 타무라유키 - 나가타 안나
- 국수가게타카다 - 코센
- 노숙자 - 이토 마사카즈
- 라면가게주인 - 세토 마사야
- 편의점아르바이트생 - 오오모리 타쿠로, 킨바라 야스나리
- 노숙자를노리는젊은이 - 오노 켄토
- 낙서남 - 시라이 타츠야
- 사에키사장 - 아카야 반메이
- 토미나가마사시 - 오치아이 모토키
- 사쿠마히비키 - 와카바 류야
- 카메다준야 - 오노 켄쇼
- 아사부키마야 - 스즈키 카스미
- 토오야쿠니코 - 타시마 유미카
- 오구라에미나 - 타카나시 린
- 무라사키미사토 - 니시무라 리사
- 경비원 - 타구치 카즈마사
- 여학생 - 마츠모토 소라
- 극중영화속소녀 - 이치카와 아오이
- 극중영화속범인 - 이세다 타카히로
- 후쿠나가우콘 - 야마자키 유타
- 후쿠나가사콘 - 사토이 켄타
- 후쿠나가토모에 - 니시야마 마유코
- 후쿠나가하즈키 - 야마구치 미야코
- 타구치료코 - 스호우 레이코
- 미사쿠료스케 - 나미오카 카즈키
- 오카지마야요이 - 카미무라 아이카
- 니시자와마키 - 키나미 하루카
- 연출가야츠시로 - 야마자키 카츠유키
- 캐서린 - 토모사토 코로모
- 귀족 - 카시무라 이사오
- 경찰관 - 노자와 잇페이
- 토야마킨자로 - 야마시타 신지
- 토야마의부하 - 키카와 준이치, 오니시 타케시
- 아사노타쿠로 - 스즈키 코스케
- 레이카 - 다카하시 마이
- 세토우치츠구미 - 카요우 아이코
- 호노카 - 아키야마 나나
- 아사노의친구들 - 혼다 마코토, 무로 츠요시

#### 제9화~최종화
- 다나카 - 하세가와 토모하루
- 의사 - 나가노 사토미
- 나카무라 - 마이도 유타카
- 형무관 - 와타나베 죠
- 큐(아역) - 나카무라 사쿠야
- 카미 키쿄 - 무라노 미아
- 아마쿠사타쿠미(쿠즈류 타쿠미?)
- 우도타쿠마 - 코스다 야스토
- 베니시로츠바키 - 야마시타 유코
- 베니시로쿄스케 - 다나카 미노루
- 나나무라미키 - 마츠오 레이코
- 류(아역) - 사쿠라이 료타로
- 킹하데스 - 와카마츠 타케시

### 주제가
오프닝 〈Answer〉
노래 - FLOW
작사 - KOHSHI ASAKAWA / 작곡 - TAKESHI ASAKAWA /

편곡 - TAKESHI ASAKAWA+GOT'S+츠타야 코이치 (레이블 - Ki/oon Records)
엔딩 〈Stand by me〉
노래 - The brilliant green
작사 - 카와세 토모코 / 작곡 - 오쿠다 슌사쿠 /

편곡 - the brilliant green (레이블 - 딥스타레코드)

### 서브 타이틀 및 시청률
| 각 화  | 방송일          | 서브 타이틀                                                   | 서브 타이틀 (원제)                            | 시청률 |
| ------ | --------------- | ------------------------------------------------------------- | --------------------------------------------- | ------ |
| 제1화  | 2007년 7월 3일  | 실전 시작! 전률의 살인 예고!! 사라진 사체의 수수께끼를 쫓아라 | 実戦開始! 戦慄の死の予言!! 死体消滅の謎を追え | 12.4%  |
| 제2화  | 2007년 7월 10일 | 신의 메일? 기억 소멸의 수수께끼!!                             | 神のメール? 記憶消失の謎!!                    | 10.9%  |
| 제3화  | 2007년 7월 17일 | 작은 사랑에 마수의 손이 다가온다!                             | 小さな恋に魔の手が迫る!                       | 12.1%  |
| 제4화  | 2007년 7월 24일 | 인터넷의 공포에서 메구를 구하라                               | ネットの恐怖からメグを救え                    | 10.3%  |
| 제5화  | 2007년 7월 31일 | 인터넷의 사랑! 엇갈린 비극                                    | ネットの恋! すれ違いの悲劇                    | 11.9%  |
| 제6화  | 2007년 8월 7일  | 우정 결렬? 밝혀진 비밀!!                                      | 友情決裂? 明かされた秘密!!                    | 9.6%   |
| 제7화  | 2007년 8월 14일 | 아버지와의 싸움! 나는 친구를 구한다                           | 父との戦い! 俺は友達を救う                    | 10.3%  |
| 제8화  | 2007년 8월 21일 | 안녕이라고 말하지마!                                          | さよならなんて言わせない!                     | 10.4%  |
| 제9화  | 2007년 8월 28일 | 아버지와 친구가 가르쳐준 것                                   | 父と仲間が教えてくれたこと                    | 12.2%  |
| 제10화 | 2007년 9월 4일  | 마지막 대결! 전쟁의 막이 오른다                               | 最終決戦! 戦いの幕が上がる                    | 10.6%  |
| 최종화 | 2007년 9월 11일 | 마지막 약속에 담은 생각                                       | 最後の約束に込めた想い!                       | 11.7%  |

평균시청률 11.1% 시청률은 간토 지방·비디오 리서치 조사

## 특징
- 1화는 1시간 30분 분량의 특집으로 제작되었다.
- 혼고 선생님과 시노 선생님은 1화에만 나오고 2화서부터는 나나미 선생님이 나온다.
- 특집으로 만들어진 1화에선 카즈마 역의 배우가 마츠카와 나루키였지만 정규 에피에선 와카바 카츠미로 바뀌었다.

## 같이 보기
- 탐정학원 Q
- 소년탐정 김전일
- 명탐정 코난 (드라마)